# Xander Verrijn Stuart
Adolf Alexander (Alex of Xander) Verrijn Stuart (Rotterdam, 22 oktober 1923 – Haarlem, 29 oktober 2004) was een Nederlands informaticus en de eerste Nederlandse hoogleraar informatica, aan de Universiteit Leiden van 1969 tot 1991. 

## Loopbaan
In 1935 startte Stuart zijn gymnasiumopleiding aan het Utrechts Stedelijk Gymnasium. Na enkele jaren stapte hij over naar het Vossius Gymnasium in Amsterdam, waar hij in 1941 zijn diploma gymnasium Bèta behaalde. Verrijn Stuart studeerde natuurkunde aan Universiteit van Amsterdam en promoveerde aan de Universiteit van Michigan. Daarna werkte hij 18 jaar bij de afdeling operations research van Royal Dutch Shell. In 1969 werd hij benoemd tot de eerste hoogleraar informatica in Nederland, aan de Universiteit Leiden. Van 1973 tot 1974 was hij fellow bij het Netherlands Institute for Advanced Study (NIAS). In 1976 was hij een van de oprichters van de IFIP TC8 Technical Committee of Information Systems.

## Sport
Verrijn Stuart was tevens schaatser en bergbeklimmer. In 1940 schaatste hij zijn eerste Elfstedentocht van de vijf die zouden volgen. In 1977 was hij leider van een expeditie om de Annapurna I te beklimmen. In 1982 was hij leider van een expeditie naar de Mount Everest die mislukte.

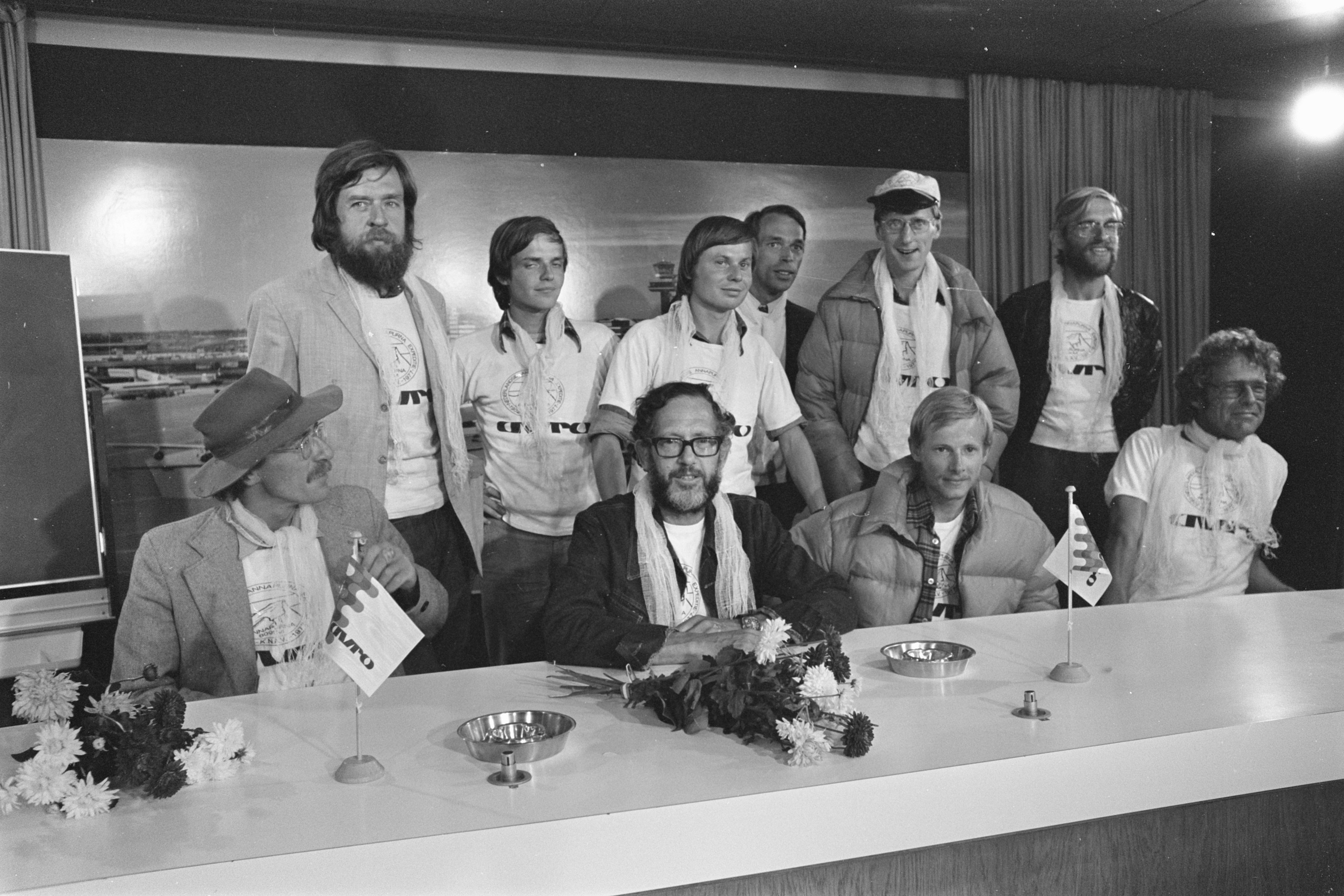
Verrijn Stuart te midden van de expeditieleden naar de Anapurna, Schiphol 1977

## Familie
Stuart werd geboren als telg van het geslacht Stuart en zoon van prof. mr. dr. Gerard Marius Verrijn Stuart (1893-1969), onder andere hoogleraar economie aan de Erasmus Universiteit Rotterdam en diens eerste echtgenote Hester Jeanne
Pino (1897-1948). Zijn grootvader was de econoom Coenraad Alexander Verrijn Stuart, die in 1899 de eerste president van het Centraal Bureau voor de Statistiek was. Hij trouwde in 1954 met Eleonora (Noor) Nijkerk (1929), de in Schaarbeek geboren dochter van bibliofiel Bob Nijkerk (1897-1984), met wie hij twee zonen kreeg.
- Bibliothèque nationale de France: cb145487724 (data)
- Digitale Bibliotheek voor de Nederlandse Letteren: verr015
- DBLP: 96/3312
- Gemeinsame Normdatei: 114768943
- International Standard Name Identifier: 0000 0001 1572 7892
- Library of Congress Control Number: n80017979
- Mathematics Genealogy Project: 141830
- Nationale Bibliotheek van Tsjechië: vut2014846240
- Nationale Bibliotheek van Israël: 987007460334105171
- Nederlandse Thesaurus van Auteursnamen: 07213755X
- SNAC: w6fs28j1
- Système universitaire de documentation: 080640958
- Virtual International Authority File: 64245511
- WorldCat: E39PBJq6YBqxcGXHhWxxQFx7HC